# Barry Beckett
Barry Edward Beckett, né le 4 février 1943  à Birmingham (Alabama) et mort le 10 juin 2009 à Hendersonville (Tennessee) était un musicien de session et producteur de musique américain.
Barry en tant qu'organiste, est associé au « son Muscle Shoals ». Il a travaillé avec de nombreux musiciens dont Bob Dylan, Rod Stewart, Joan Baez, Paul Simon, Santana, J.J. Cale et Dire Straits. En 1973 il fait une tournée avec Traffic.
Il est décédé en 2009 de cause naturelle.